# Budapest100
A Budapest100 egy építészeti-kulturális fesztivál.

## Története
2011-ben indult a Blinken OSA Archívum és a KÉK – Kortárs Építészeti Központ kezdeményezésére, a százéves házak ünnepeként. Célja, hogy évente egy nyitott házas hétvége során közelebb hozza egymáshoz a szomszédokat és a városlakókat és felhívja a figyelmet a budapesti építészeti értékekre.
2016-tól a százéves ünneplést új, tematikus rendezvénysorozatok váltották fel, mivel az I. világháború alatt kevés új ház épülhetett.
2020-ban a Budapest100 – egyedüli magyar kezdeményezésként – bekerült a kiemelkedő európai örökségvédelmi gyakorlatokat összefoglaló Cultural Heritage in Action kiadványba. A kiadvány a Budapest100 társadalmi hatásaként kiemeli, hogy a 2019-es rendezvény során 59 ház nyitotta meg kapuit 164 önkéntes részvételével, és körülbelül 15 000 látogatót fogadott.
2023-ban több mint 600 megnyitott épület, a 2000 elkötelezett önkéntes bevonása és a több mint 160 ezer látogató megszólítása volt az eredmény.

## Díjak
2017-ben az alulról jövő kezdeményezés SozialMarie díjat kapott Civil társadalom / Szociális gazdaság kategóriában. A döntést a zsűri az alábbi módon indokolta:
Sokféle történelem létezik és még több személyes történet. A ‘Budapest100‘ ezeket a történeteket kutatja, összegyűjti, feldolgozza és elérhetővé teszi; egyben egy keretet nyújt ahhoz, hogy másokkal is megoszthassuk. Így a saját környezetünk, a város, a lakosok, a szomszédság láthatóbbá válnak. Azáltal, hogy megnyílunk, az együttlét egy magasabb szintjét érjük el. Ez az önmagában egyszerű ötlet az egyszerűsége ellenére hoz innovatív lendületet. Évről évre. Hiszen a projekt sokrétű és számos különféle csoportot hoz össze. A közelmúltban a program tovább bővült, párbeszéd indult a városfejlesztés és a helyi politika képviselőivel. Budapest nagy, még sok munka vár ránk.
2017-ben a projekt elnyerte az Európai Unió URBACT díját, társadalmi megmozgató, közösségteremtő ereje miatt, és követendő példaként javasolta más európai városok számára is.
2023-ban Europa Nostra-díjat kapott a „A polgárok bevonása és tudatosítás” kategóriában az Europa Nostra egyesülettől és az Európai Bizottságtól.

## Honlapjuk
A Budapest100 saját honlapot tart fenn https://budapest100.hu/ néven. Ezen az aktuális rendezvényekben részt vevő házak mellett olvasni lehet a korábbi évek eseményeiről, illetve egy térképes alkalmazásban rá lehet keresni az összes, Budapest100 programban részt vevő épületre, azok részletes adataival együtt. (2024. június 28-án ezek száma nem kevesebb, mint 1447 volt.)
A honlap tartalmazza a Budapest100 hazai és külföldi elismeréseinek jegyzékét, de felsorolja az önkénteseit is.